# Badminton-Ozeanienmeisterschaft 2008
Die Badminton-Ozeanienmeisterschaft 2008 fand vom 5. bis zum 9. Februar 2008 im Salle Veyret in Nouméa (Neukaledonien) statt. Es war die 6. Austragung dieser Kontinentalkämpfe im Badminton in Ozeanien.

## Medaillengewinner
| Disziplin    | Gold                         | Silber                       | Bronze                              |
| ------------ | ---------------------------- | ---------------------------- | ----------------------------------- |
| Herreneinzel | John Moody                   | Stuart Gomez                 | Jeff Tho                            |
| Herreneinzel | John Moody                   | Stuart Gomez                 | Ben Walklate                        |
| Dameneinzel  | Michelle Chan                | Rachel Hindley               | Jessica Jonggowisastro              |
| Dameneinzel  | Michelle Chan                | Rachel Hindley               | Leisha Cooper                       |
| Herrendoppel | Glenn Warfe Ross Smith       | Nathan Hannam Henry Tam      | James Eunson Ethan Haggo            |
| Herrendoppel | Glenn Warfe Ross Smith       | Nathan Hannam Henry Tam      | Kevin Dennerly-Minturn Joe Wu       |
| Damendoppel  | Michelle Chan Rachel Hindley | Renee Flavell Donna Cranston | Tania Luiz Eugenia Tanaka           |
| Damendoppel  | Michelle Chan Rachel Hindley | Renee Flavell Donna Cranston | Erin Carroll Leisha Cooper          |
| Mixed        | Henry Tam Donna Cranston     | Craig Cooper Renee Flavell   | Ben Walklate Erin Carroll           |
| Mixed        | Henry Tam Donna Cranston     | Craig Cooper Renee Flavell   | Kevin Dennerly-Minturn Emma Rodgers |
| Mannschaft   | Neuseeland                   | Australien                   | Neukaledonien                       |